# Chalcentis
Chalcentis är ett släkte av skalbaggar. Chalcentis ingår i familjen Rutelidae.
Kladogram enligt Catalogue of Life:
| Chalcentis | \| \| Chalcentis bonini \| \| \| \| \| \| Chalcentis victima \| \| \| \| |
|            | \| \| Chalcentis bonini \| \| \| \| \| \| Chalcentis victima \| \| \| \| |
|            | Chalcentis bonini                                                        |
|            |                                                                          |
|            | Chalcentis victima                                                       |
|            |                                                                          |